# Waldemar Mleczko
Waldemar Mleczko, ps. „Ace” (ur. 29 listopada 1962 we Wrocławiu) – polski gitarzysta hardrockowy, wokalista, kompozytor, autor tekstów, producent muzyczny, aranżer. Prowadzi także warsztaty gitarowe.

## Życiorys
Muzyczny autodydakta. Zawód wyuczony: ślusarz-mechanik. Swój pierwszy zespół pod nazwą Elektra, założył będąc uczniem siódmej klasy szkoły podstawowej. Zaś w jego skład wchodzili jego koledzy ze szkolnej ławy. A byli to: Krzysztof Chabier (gitara), Krzysztof Medygrał (gitara basowa) i Maciej Kozioł (perkusja). Wówczas powstał jego pseudonim „Ace”, który wybrał w wyniku fascynacji gitarzystą zespołu Kiss, Ace'em Frehleyem.
Grupa zdobyła nagrodę na przeglądzie zespołów harcerskich, a po jej rozpadzie tylko on kontynuował muzyczną karierę. W 1978 roku założył zespół Poerock's, który wystąpił na festiwalach nowej fali Ursynów '80 i Kołobrzeg '80. Ponadto grupa występowała w licznych domach kultury, a nawet w prywatnych mieszkaniach. Poerock's przestał istnieć z końcem 1980 roku.

W zasadzie nazwanie tej kapeli, pierwszą punkową we Wrocławiu, uważam za rodzaj szyldu, chwytu marketingowego. Mój kolega Radek Janowski opowiedział nam o tym stylu, a ja przekazałem taką informację dziennikarzom Gazety Robotniczej i w prasie ukazało się: pierwszy wrocławski zespół punkowy Poerock's wystąpi z okazji którejś tam rocznicy Rewolucji październikowej w klubie „Pod Jaworami (śmiech). Ja nigdy nie byłem i nie czułem się punkowcem. To nie moja ideologia...

W 1981 roku założył kolejny zespół, tym razem hardrockowy zespół Poerox – w którym grał na gitarze i śpiewał. W skład grupy wchodzili także: Jacek Telus (gitara, śpiew), Krzysztof Medygrał (gitara basowa) i Janusz Głowacki (perkusja). Autorami tekstów i muzyki byli Mleczko i Telus.

Zmieniliśmy nazwę kapeli z Poerock's na Poerox i tak odciąłem się od punk rocka. Ogłosiłem to publicznie za co zostałem „ukarany” przez wrocławskich punków. Trzy dni później, idąc z kumplami ulicą Świdnicką otoczyła mnie za przejściem podziemnym grupa punków. Jeden z nich poważnie oznajmił, że „rada wrocławskiego punka” skazuje mnie za zdradę punk rocka na pobicie (śmiech). Dostałem poważny wycisk, choć sytuacja była, co tu mówić, śmieszna.

Dwa dni przed wprowadzeniem stanu wojennego zespół nagrał album, lecz w związku z jego wprowadzeniem, koncerty promujące płytę nie odbyły się. Jacek Telus wyjechał z kraju, zastąpił go gitarzysta Andrzej Wysakowski.
Niemniej jednak Poerox zawiesił działalność ze względu na zakaz występów. W latach 1982–1983 był związany z zespołem Vincent Van Gogh, następnie założył zespół działający pod nazwą Tapir w którego skład wchodzili także Piotr Brzeziński (gitara basowa) i Roman Galewicz (perkusja).
Grupa koncertowała razem z TSA i Lady Pank w największych polskich halach widowiskowych. Podczas VII edycji OMPP Tapir wygrał przegląd wojewódzki w swojej kategorii. Po rozpadzie formacji, wrocławski muzyk związał się na krótko z grupą Tabu w której skład wchodzili również: Jerzy Kaczanowski (gitara), Kazimierz Cwynar (eks-Stalowy Bagaż; współzałożyciel; gitara basowa), Leonard Kaczanowski (eks-Stalowy Bagaż; instrumenty klawiszowe) i Mirosław Kowalczyk (perkusja).
Podczas swojego krótkiego żywota zespół zarejestrował Piwnicy Świdnickiej swoje demo po czym uległ rozwiązaniu. Kolejny zespół w jego karierze to Hak (1984–1985) w którym śpiewał Paweł Kukiz. W 1986 roku występował z zespołami North Side i Pańcza Tantra. W 1987 roku do kraju wraca Jacek Telus, co doprowadziło do reaktywacji Poeroxu w składzie: Waldemar „Ace” Mleczko (gitara, śpiew), Jacek Telus (gitara, śpiew), Krzysztof Kraus (keyboard), Marek Błaszczyk (gitara basowa), Dariusz Biłyk (perkusja) – i wydania singla Wyspy migdałowe / Córka badylarza (SP, Tonpress S-653, 1987).
W sesji nagraniowej wzięli udział gościnnie: klawiszowiec Wojciech Jaworski i saksofonista Wojciech Szczęch. Wyspy migdałowe i Córka badylarza znalazły się w czołówce krajowy radiowych, telewizyjnych i prasowych list przebojów. Teledysk do utworu Wyspy migdałowe prezentowano na targach Midem. Przez sześć tygodni znajdował się on także na liście telewizyjnych Przebojów Dwójki. Po pewnym czasie w wyniku nieporozumień między muzykami, gitarzysta odszedł zespołu. W 1988 roku wszedł w skład Obstawy Prezydenta z którą nagrał dwie płyty.

W latach 1991–1999 grał w zespołach: Ace Band, Wanda i Banda, Vincent, Indians i Jack de Lusse. W marcu 1993 roku wraz z Piotrem Sonnenbergiem założył i prowadził przez 13 lat klub muzyczny „Rocker” we Wrocławiu. W roku 1999 rozpoczął współpracę z punkową grupą Prawda z którą nagrał m.in. EP-kę oraz album pt. Piosenki poprawne politycznie i koncertuje podczas licznych imprez i festiwali punkowych (do tej pory zagrał z zespołem ponad 200 koncertów w kraju i Czechach).
Kolejni wykonawcy z którymi współpracował to m.in.: Bizarre (w 2003), Łzy (w 2004), Tivi, Big Cyc, Enej, Halina Mlynkova, Artur Gadowski oraz własne projekty, takie jak np. Mam Trio czy Hendrix Project Trio. Od drugiej połowy lat 80. gra na gitarach marki Ibanez i jest endorserem tej firmy, a także wzmacniaczy Huges & Kettner. 23 lipca 2023 roku ukazał się jego pierwszy solowy album pt. Pergamin, zawierający akustyczne, autorskie kompozycje gitarzysty.

## Sprzęt

### Gitary
- Polska gitara elektryczna Jola 22
- Jolana Galaxis
- Fender Stratocaster
- Ibanez 440-S
- Ibanez 550S
- Ibanez RG Premium
- Ibanez JEM77 FP2
- Lag

### Wzmacniacze
- Wzmacniacze lampowe produkcji Jerzego Szostaka
- Wzmacniacze lampowe produkcji Adama Labogi
- Combo Lines 6 – Spider 150
- Marshall JCM 900 Dual Reverb
- Huges & Kettner Grand Meister 36